# Mohammed Jahfali
Mohammed Jahfali (arabisch محمد جحفلي, DMG Muḥammad Ǧaḥfalī; * 24. Oktober 1990) ist ein saudi-arabischer Fußballspieler.

## Karriere

### Verein
Er begann seine Karriere bei al-Faisaly und wechselte Anfang 2015 zu al-Hilal. In seiner Zeit gewann er mit seiner Mannschaft vier Mal die Meisterschaft, drei Mal den Pokal, einmal den Supercup, einmal den Crown Prince Cup und in der Saison 2019 die AFC Champions League.

### Nationalmannschaft
Seinen ersten Einsatz im Trikot der saudi-arabischen Nationalmannschaft hatte er am 11. Juni 2015 bei einem 3:2-Sieg über Palästina während der Qualifikation für die Weltmeisterschaft 2018. Danach kam er in zwei Partien im Jahr 2018 zu Kurzeinsätzen.